# エティエンヌ・カマラ
エティエンヌ・アマラ・カマラ（Etienne Amara Camara、2003年3月30日 - ）は、フランス・ノワジー＝ル＝グラン出身のサッカー選手。シャルルロワSC所属。ポジションはMF。

## クラブ経歴
イル＝ド＝フランス地域圏のノワジー＝ル＝グランに生まれ、2018年にアマチュアクラブからアンジェSCOの下部組織へ入団した。2020年10月にハダースフィールド・タウンFCのアカデミーへ引き抜かれると、2021年1月9日、FAカップのプリマス・アーガイルFC戦でトップチームデビューを果たした。その後はおよそ2シーズンほどトップチームとは無縁の時期を送っていたが、2022-23シーズンのチャンピオンシップ第3節ストーク・シティFC戦で2度目の出場を果たして以降はトップチームに定着し、同シーズンはリーグ戦20試合に出場した。
2023年7月14日、移籍金非公開でセリエAのウディネーゼ・カルチョへ移籍し、4年契約を交わした。
2024年2月1日、シャルルロワSCに3年半契約で移籍した。

## 代表経歴
ハダースフィールド・タウンFCでの活躍から2023年5月に開催された2023 FIFA U-20ワールドカップに臨むU-20フランス代表メンバーに招集されたが、大会では1試合のみの出場に終わり、チームもグループステージ敗退で大会を終えた。